# Alluitsup Paa
60°28′N 45°34′V / 60.467°N 45.567°V
Alluitsup Paa (da.: Sydprøven) er en grønlandsk bygd under Kujalleq Kommune. Med sine ca. 390 indbyggere (Pr. 2005) var Alluitsup Paa den største bygd i den daværende Nanortalik Kommune. I 2022 havde bygden 169 indbyggere. Alluitsup Paa er venskabsby med Rudersdal Kommune (før 1.1.2007 med Birkerød Kommune).
Alltuitsup Paa ligger på den sydlige spids af en sørig lille ø, der er en del af Tasikuluulik (Vatnahverfi) området. Stedet ligger ved indgangen til Alluitsup Kangerlua, på hvis kyst også Ammassivik og fårebygderne 
Alluitsoq og Akuliaruseq ligger.
De nuværende arbejdspladser er overvejende fiskeri og fanger-erhvervet, produktion på fiskefabrikken og håndværksvirksomhed. Der er også arbejdspladser inden for turisme, butikken, skolen samt til kommunens forskellige bygdeanlæg og kontorer.
Bygdens børn bliver undervist i skolen Atuarfik Anders Nielsen, der i 2019 havde 17 elever.
Der er en butik hvor der kan købes de nødvendige dagligvarer. Forsamlingshuset ligger midt i bygden og er ejet af den lokale forsamlingshusforening. Forsamlingshuset er efter en brand færdigrenoveret i 2016. Sygeplejestationen har tilknyttet sygeplejerske og sundhedsmedhjælpere. Bygden huser også en førstehjælpsklinik og en tandlæge. Tandlægen arbejder i samarbejde med den lokale skole.
Bygdens børn bliver undervist i skolen Atuarfik Anders Nielsen, der i 2019 havde 17 elever. I tilknytning til skolen er der en lille idrætshal og badefaciliteter i tilknytning til hallen. Hallen benyttes af skolen til elevernes gymnastik, samt af idrætsklubber. I kælderen er der ungdomsklub.
I bygden er der etableret en integreret daginstitution for børn fra 0-6 år, og der er i Alluitsup Paa et eksisterende ældrekollektiv opført i 1982. Ældrekollektivet er med 8 -10 pladser og drives som et kollektiv, hvor der er tilknyttet hjemmehjælpere efter individuel vurdering af behov.
Bygdekontoret er indrettet i et tidligere enfamiliehus, som er opført i 1961 og ombygget til kommunekontor i 1966. Der er ansat en kontormedhjælper til det daglige administrationsarbejde. 
Servicehuset indeholder et vaskeri med mulighed for badning, kulturværksted og møderum. 
Der er to mindre kiosker til indkøb af mindre varer. Der er også et posthus og en internetcafé. 
Brandstationen har diverse brandslukningsudstyr samt et slukningskøretøj. Brandvæsenet står under ledelse af brandinspektøren i Nanortalik.
Alluitsup Paa har havn mod nordøst, sydøst og sydvest. Havnen mod nordøst anvendes af fragtskibe og fiskerbåde og ligger i tilknytning til fiskeproduktionsanlægget, mens de to øvrige havne anvendes af joller.

## Historie
Bygden blev grundlagt i 1832 som et udsted.En del af byen tilhørte den danske mission, en anden del til den Brødremenigheden.
Johannes „Hansêraĸ“ Christian Hansen (1837-1911) var kateket i Alluitsup Paa fra 1858 til 1911 og et monument blev rejst til hans ære.
Fra 1911 var Alluitsup Paa en separat kommune i kolonidistriktet Julianehaab, som omfattede talrige bebyggelser Alluitsoq, Nuugaarsuk, Ammassivik , Ilivermiut , Sarfaa , Akuliaruseq , Illorpaat , Ippik og Kanajormiut. Kommunen var en del af Sydgrønlands 3. landsdelskreds. 
I 1910 blev Qarsorsat fiskestation bygget  nord for bygden. Qarsorsat havde et fiskehus på omkring 150 m² og en bolig til fiskeriforvalteren. Bindingsværksbygningen havde tre rum og målte omkring 60 m². Der var også et lagerskur, et lokkemadskur og et petroleumshus. Der boede ingen andre end fiskeriforvalteren i Qarsorsat og i 1920 blev stedet regnet som en del af Alluitsup Paa.
I 1919 boede en europæer og 216 grønlændere i Alluitsup Paa, heriblandt den danske fiskeriforvalter fra Qarsorsat, udsteds-forvalteren, en bødker, en jordemoder, en  kateket, en læser, 32 jægere og elleve fiskere, der levede af fiskeri og sælfangst. I bygden var der 30 grønlandske boliger, en bolig for udsteds-forvalteren fra 1832, en proviantbutik opført i 1838, et spækhus og bødkerhus fra 1881, et krudthus og et gedeskur. Kapellet, bygget i 1860, målte 50 m² og havde et klasseværelse på 21 m². 
1926 blev der bygget en ny kirke i Alluitsup Paa og kapellet blev indrettet til skole. I 1930 fik Udsted-bestyreren et nyt hus og der blev bygget en butik. I 1949 blev der bygget en telestation. Fiskehusene i Alluitsup Paa målte 183 m² i 1952, men i 1956 blev der bygget endnu en bygning til produktion af saltfisk. Et værksted blev bygget i 1955 og et sygehus i 1959. I 1961 blev der bygget et vandværk og et badehus. I 1963 blev der bygget en ny skole. En jordemoderlejlighed er fra 1965. I 1966 var der udover fiskerne og jægerne også fire familier, der tilsammen ejede omkring 110 får. Samme år blev der bygget en reje- og fiskefabrik i Alluitsup Paa, som blev nedlagt i 1969. I 1968 blev der bygget en ny butik.
I første halvdel af 1900-tallet boede der stadig omkring 250 mennesker i Alluitsup Paa, men i 1960 var der allerede 418. I 1970 var tallet steget til 565 personer
Fra 1950 til 2008 var Alluitsup Paa en del af Nanortalik Kommune , siden da har landsbyen været en del af Kujalleq Kommune . 
2008 brændte kirken. Den nye og større kirke blev taget i brug i 2012.

## Transport
Der er regelmæssige skibsforbindelser til bygden. Ligesom de andre  befolkede steder i Grønland, er Alluitsup Paa ikke forbundet med andre steder via veje. Vandrestier fører nordpå fra byen, men til enhver motoriseret transport er der brug for terrængående køretøjer. lluitsup Paa er forbundet med det grønlandske fastland via en lille landbro, der muliggør motoriseret transport.
Alluitsup Paa Heliport opererer året rundt og forbinder Alluitsup Paa med Narsarsuaq Lufthavn.

## Turisme
Der er to hoteller; Qannivik Hotel og siden 2006 Seaside Whale Hotel. Hotellerne tilbyder turister ture til de nærliggende seværdigheder; de varme Uunarteq-kilder, den forladte Amitsoq kobber- og grafitmine, den næsten forladte landsby Alluitsoq (Lichtenau), de nærliggende maleriske bygder Akuliaruseq og Qarsorsat og landsbyen Ammassivik (Sletten). Vandreruten langs Vatnahverfi- halvøen er blandt de mest populære turistmål i Grønland.
Der er drivende isbjerge og mange hvaler ud for bygdens kyst.
Vest for bygden ligger der Qerrortuut Inuit-ruiner af tidligere bosættelser fra slutningen af det 18. og begyndelsen af det 19. århundrede. Der er også ruiner af et nonnekloster bygget nær de varme kilder, efter at Grønland først blev introduceret til kristendommen omkring 1000.